# Alton (Missouri)
Alton és una població dels Estats Units a l'estat de Missouri. Segons el cens del 2000 tenia 668 habitants.

## Demografia
Segons el cens del 2000, Alton tenia 668 habitants, 321 habitatges, i 188 famílies. La densitat de població era de 307 habitants per km².
Dels 321 habitatges en un 24% hi vivien nens de menys de 18 anys, en un 45,2% hi vivien parelles casades, en un 11,2% dones solteres, i en un 41,4% no eren unitats familiars. En el 38,6% dels habitatges hi vivien persones soles el 26,8% de les quals corresponia a persones de 65 anys o més que vivien soles. El nombre mitjà de persones vivint en cada habitatge era de 2,07 i el nombre mitjà de persones que vivien en cada família era de 2,7.
Per edats la població es repartia de la següent manera: un 20,1% tenia menys de 18 anys, un 7,3% entre 18 i 24, un 23,2% entre 25 i 44, un 22,3% de 45 a 60 i un 27,1% 65 anys o més.
L'edat mediana era de 45 anys. Per cada 100 dones de 18 o més anys hi havia 78,6 homes.
La renda mediana per habitatge era de 16.667 $ i la renda mediana per família de 21.667 $. Els homes tenien una renda mediana de 21.184 $ mentre que les dones 13.929 $. La renda per capita de la població era de 10.071 $. Entorn del 18% de les famílies i el 27,4% de la població estaven per davall del llindar de pobresa.

## Poblacions més properes
El següent diagrama mostra les poblacions més properes.